# تیپ ۳ گارد اسپتسناز
تیپ ۳ گارد اسپتسناز (انگلیسی: 3rd Guards Spetsnaz Brigade) تیپ نیروهای ویژه زیرمجموعه نیروی زمینی روسیه است، که در سال ۱۹۴۴ تأسیس شد.